# Elskovs Magt
Elskovs Magt er en dansk stum dramafilm fra 1913 produceret af Nordisk Films Kompagni instrueret af August Blom efter manuskript af Sven Lange og Poul Knudsen.
Filmen havde dansk premiere den 6. februar 1913 i Panoptikon Teatret. 

## Handling
Direktør Cordt er forelsket i etatsrådindens datter Wilda, som til hans store ærgrelse kaster lange blikke efter skuespilleren Frits. Men han har en plan: Hvis Wilda skal miste interessen for Frits, må hun selv opdage hans sande og økonomisk uansvarlige gøglervæsen og derved erkende, at hun passer meget bedre sammen med Cordt. Med megen snilde begynder Cordt at trække i trådene.

## Medvirkende
- Augusta Blad - Etatsrådinde Ström
- Clara Wieth - Wilda, etatsrådindens datter
- Valdemar Psilander - Fritz Bolm, skuespiller
- Ferdinand Bonn - Direktør Cordt
- Jenny Roelsgaard - Lily, skuespillerinde
- Frederik Jacobsen
- Alma Hinding
- Aage Lorentzen
- Ingeborg Bruhn Bertelsen
- Birger von Cotta-Schønberg